# Río Buzuluk (Samara)
El río Buzuluk (en ruso: Бузулук es un río de Rusia, afluente por la izquierda del Samara, en la cuenca hidrográfica del Volga.

## Geografía
Discurre por territorio del óblast de Oremburgo. Tiene una longitud de 248 km y una cuenca de 4.460 km². Su caudal medio es de 7.7 m³/s en la desembocadura. Nace en el límite sudoeste de los Urales, en el Obshchi Syrt. Toma dirección oeste por la estepa agrícola del sudoeste del óblast. Poco antes de recibir las aguas del Grachevska tuerce hacia el norte. Pocos kilómetros después recibe las aguas del Bobrovka y fluye en dirección nordeste antes de llegar a Buzuluk y al Samara.